# Norman Hughes
Norman Hughes (né le 30 septembre 1952 à Nantwich) est un joueur de hockey sur gazon britannique. Il participe aux Jeux olympiques d'été de 1984 où il remporte la médaille de bronze.

## Palmarès

### Jeux olympiques
- Jeux olympiques de 1984 à Los Angeles,  États-Unis
  -  Médaille de bronze.